# 聯合國安全理事會第92號決議
联合国安理会第92号决议于1951年5月8日通过。通过回顾其先前的决议，安理会关切地注意到非军事地带内及其附近有战事发生。尽管1949年7月20日以来有叙利亚以色列全面停战协定以及联合国休战监察组织之代理参谋长于1951年5月4日发出停火命令，战事仍然继续，因此深为关切。安理会促请该区域内之有关方面或有关人士停止战事，并请各方遵守其在联合国宪章第二条第四项及安全理事会决议案五十四（一九四八）下所负之义务，以及各方在全面停战协定中所作之承诺。
决议以十票通过，苏联弃权。